# Adelphocoris rapidus
Adelphocoris rapidus är en insektsart som först beskrevs av Thomas Say 1832.  Adelphocoris rapidus ingår i släktet Adelphocoris och familjen ängsskinnbaggar. Inga underarter finns listade i Catalogue of Life.